# Malte Ameen
Malte Georg Julius Lamartine Ameen, född den 17 augusti 1849 i Karlskrona, död den 18 januari 1912 i Stockholm, var en svensk diplomat. Han var son till Georg Fredrik Ameen och bror till Elin Ameen.
Ameen blev student vid Uppsala universitet 1868 och avlade kansliexamen 1879. Han blev kontorist vid generalkonsulatet i London 1881, kanslist där 1888 och tillförordnad vice konsul där 1891. Ameen blev tillförordnad generalkonsul i Lübeck 1896 och i Genua 1897. Han var tillförordnad konsul i New York 1898, generalkonsul i Barcelona 1898–1906 och konsul i Hamburg med generalkonsuls namn, heder och värdighet från 1906. Ameen är begravd på Norra begravningsplatsen utanför Stockholm.